# Англескевиль-ан-Ож
Англескеви́ль-ан-Ож (фр. Englesqueville-en-Auge) — коммуна во Франции, находится в регионе Нижняя Нормандия. Департамент коммуны — Кальвадос. Входит в состав кантона Пон-л’Эвек. Округ коммуны — Лизьё.
Код INSEE коммуны — 14238.

## Население
Население коммуны на 2010 год составляло 112 человек.
| 1962 | 1968 | 1975 | 1982 | 1990 | 1999 | 2010 |
| ---- | ---- | ---- | ---- | ---- | ---- | ---- |
| 89   | 65   | 74   | 82   | 102  | 109  | 112  |

## Экономика
В 2010 году среди 78 человек трудоспособного возраста (15—64 лет) 53 были экономически активными, 25 — неактивными (показатель активности — 67,9 %, в 1999 году было 75,7 %). Из 53 активных жителей работали 53 человека (29 мужчин и 24 женщины), безработных не было. Среди 25 неактивных 10 человек были учениками или студентами, 9 — пенсионерами, 6 были неактивными по другим причинам.